# کالبیا
کالبیا (به اسپانیایی: Calvià) یک شهرستان در اسپانیا است که در Serra de Tramuntana واقع شده‌است.

## خصوصیات
کالبیا ۱۴۵٫۰۲ کیلومترمربع مساحت و ۵۱٬۷۷۴ نفر جمعیت دارد و ۱۵۴ متر بالاتر از سطح دریا واقع شده‌است. داده‌ها در الگو هرم جمعیت از منبع - 